# Ösmo station
Ösmo är en station utmed Nynäsbanan på Stockholms pendeltågsnät, belägen i tätorten Ösmo inom Nynäshamns kommun på södra Södertörn. En normal vintervardag har stationen cirka 1 100 påstigande (2015).

## Historik
Stationen ligger på den enkelspåriga sträckan Hemfosa-Nynäshamn och den saknar biljettspärr eftersom pendeltågen på denna sträcka betjänas av konduktör. År 2008 förlängdes stationens plattform för att kunna ta emot tåg med full längd. Samtidigt byggdes även en ny uppgång mot Nyblevägen i söder för en bättre anslutning till den nya bussterminalen som invigdes i slutet av 2009.

## Galleri

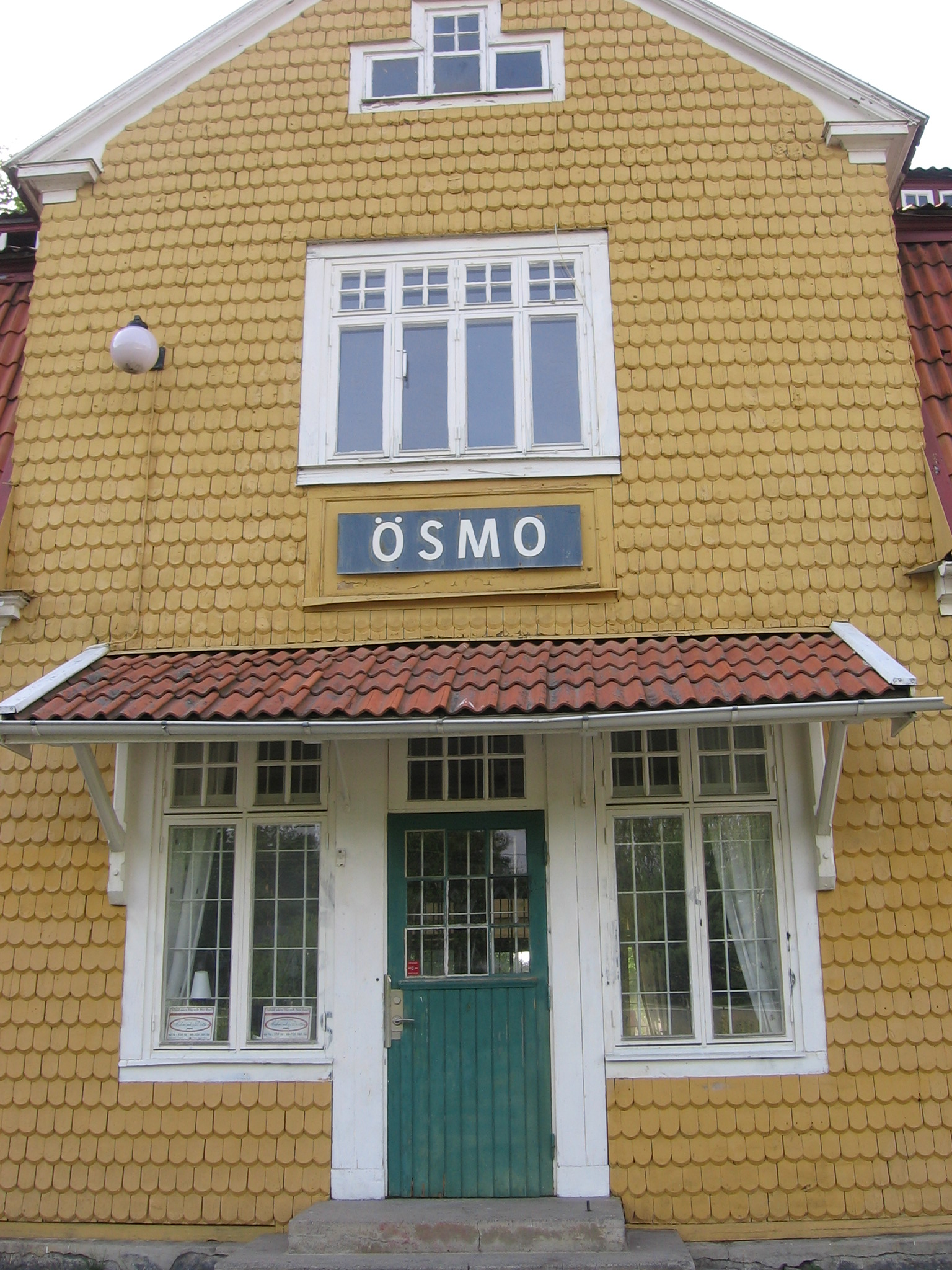
Äldre stationshuset
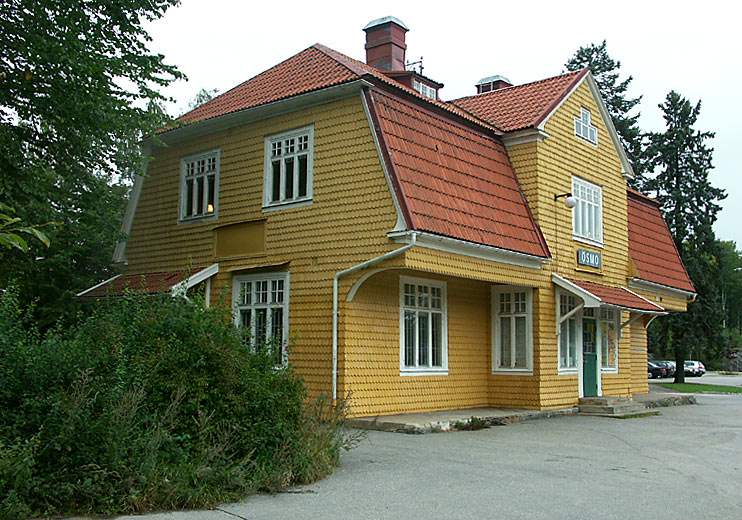
Äldre stationshuset
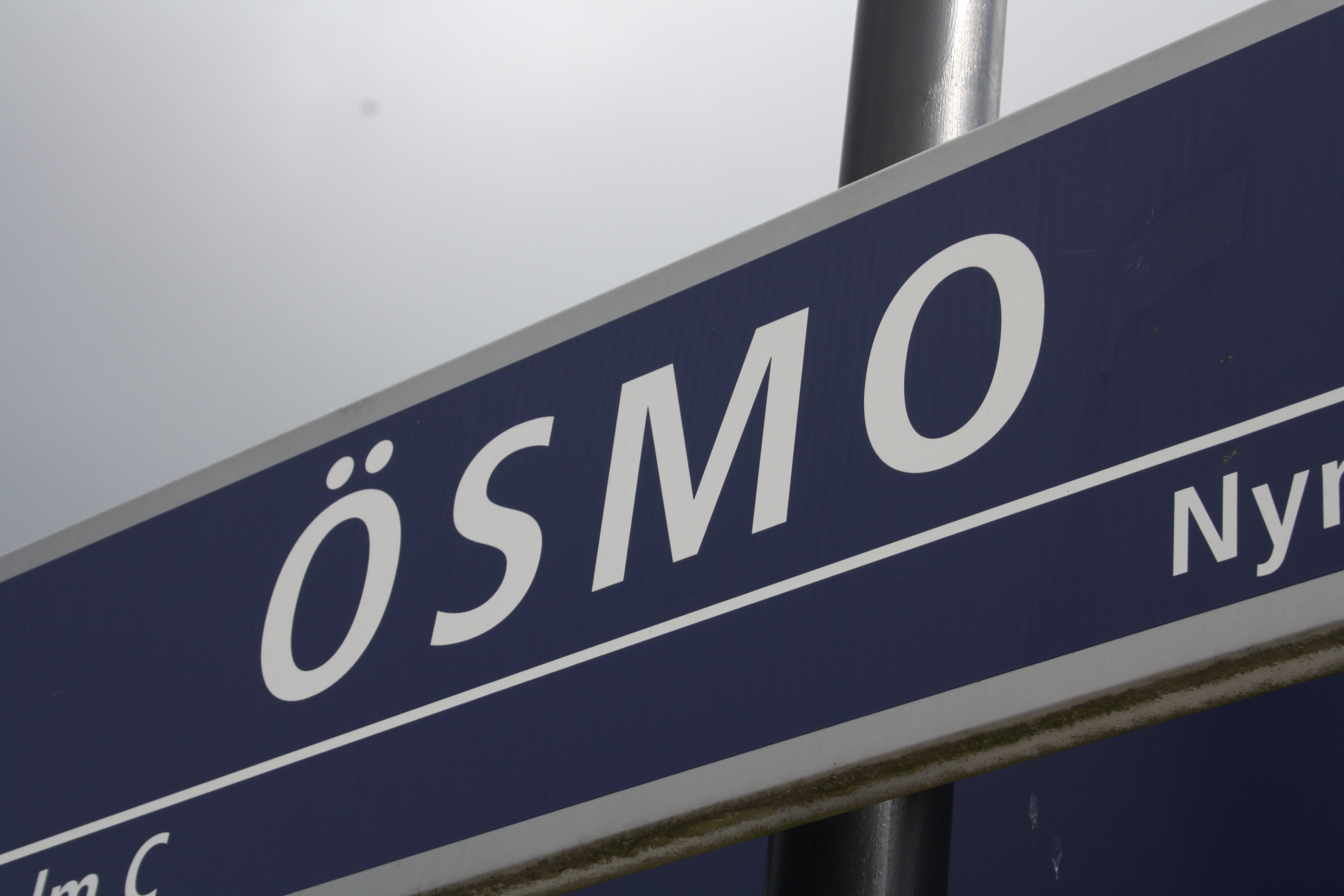
Stationsskylt
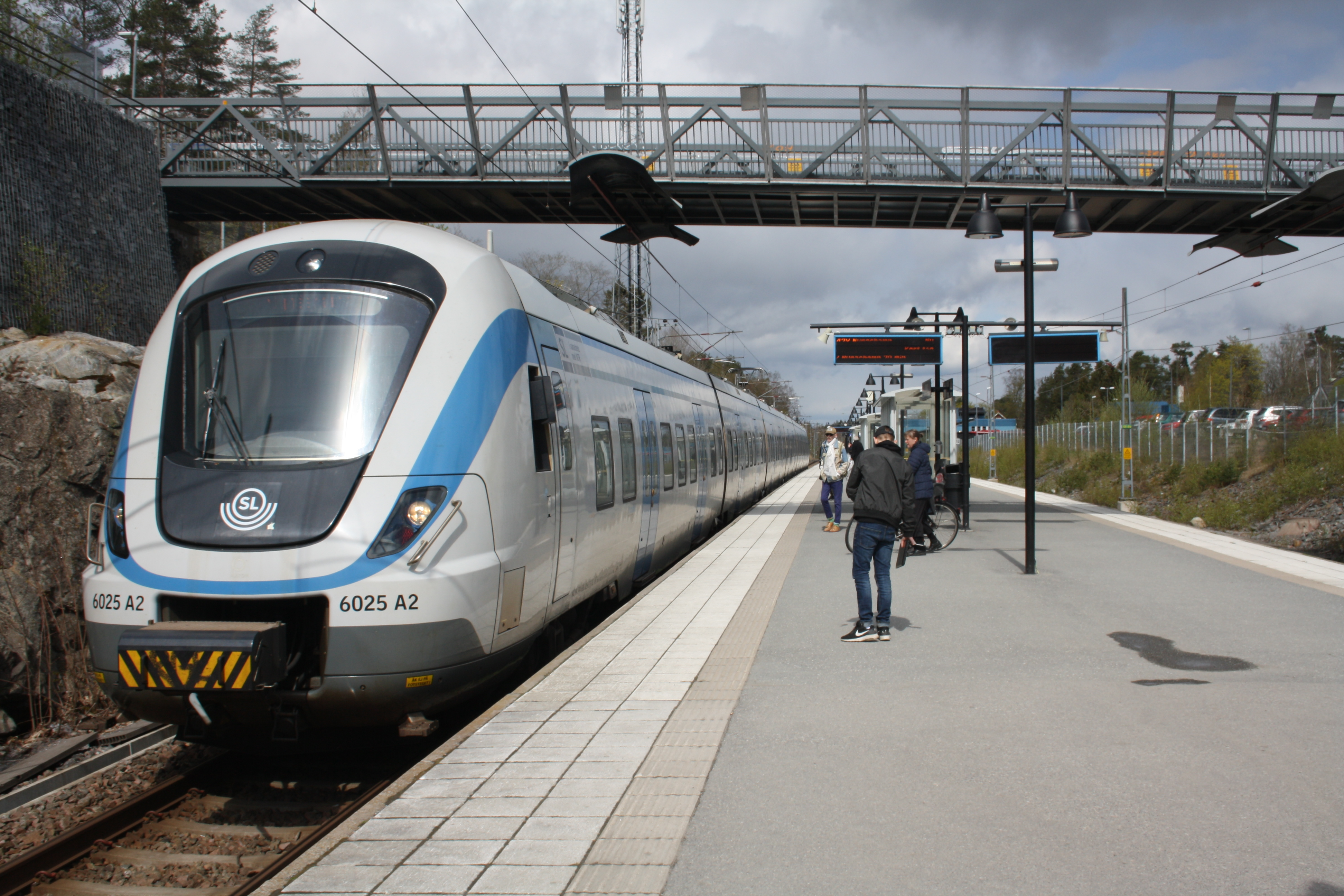
Perrongen
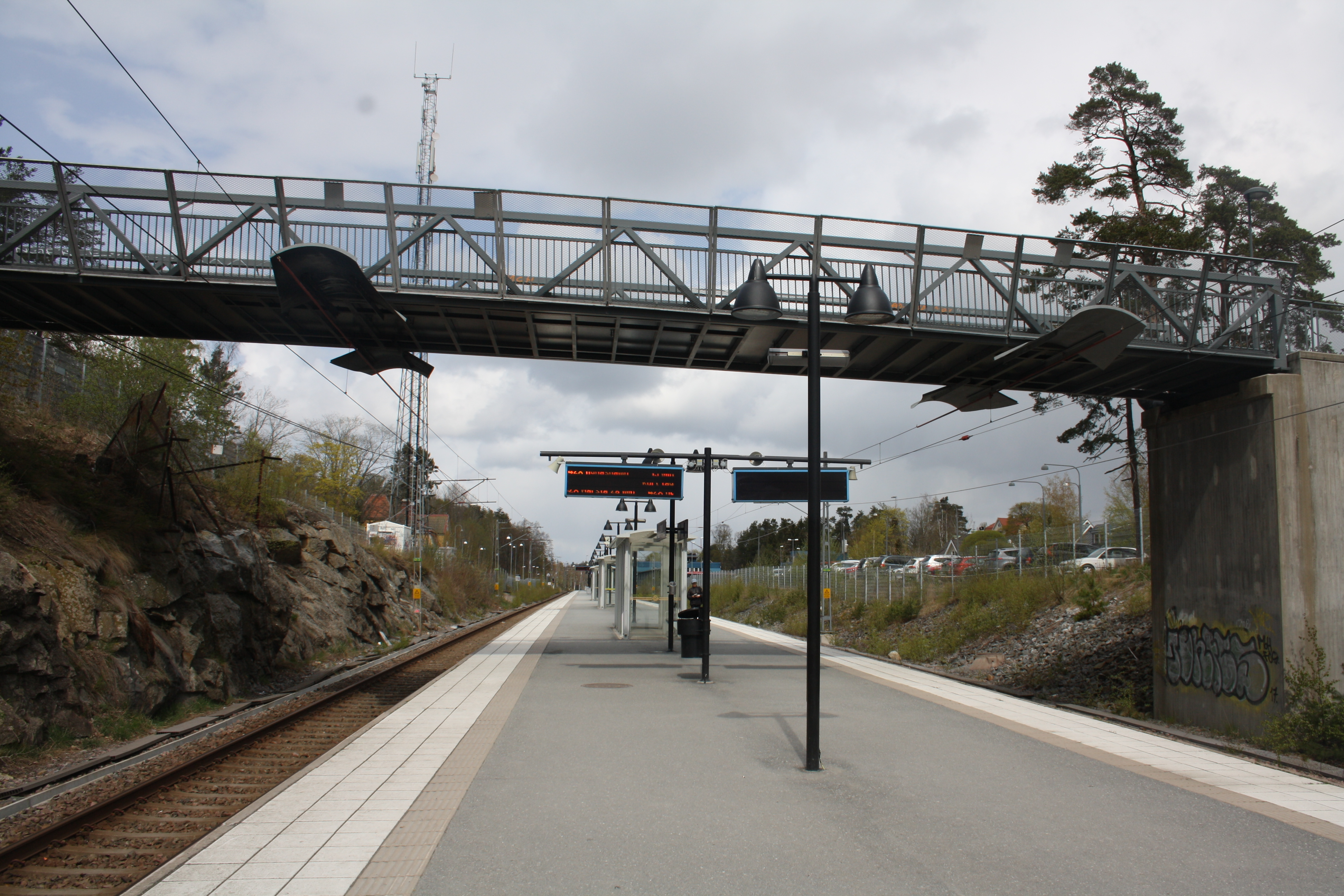
Perrongen
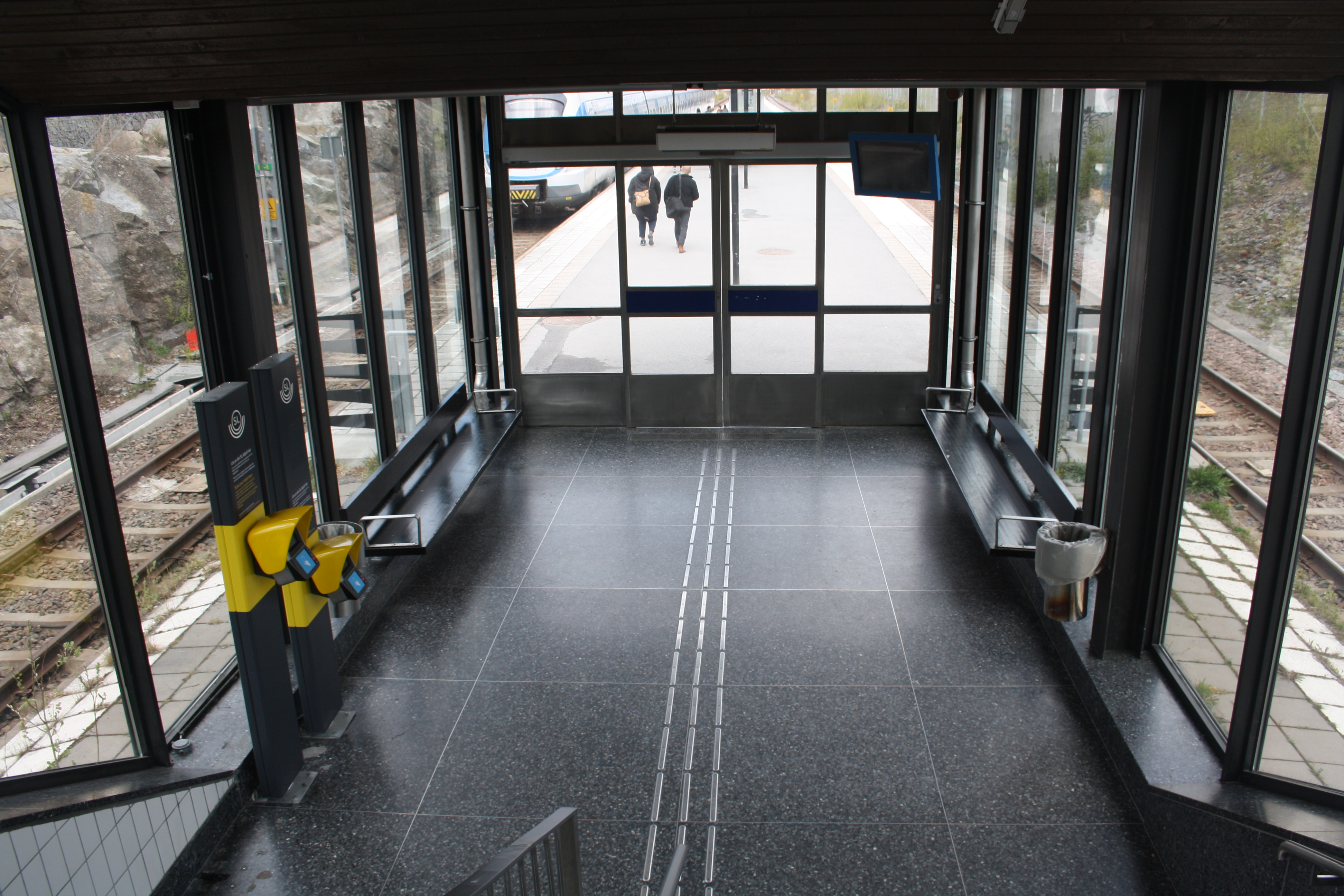
Vänthallen
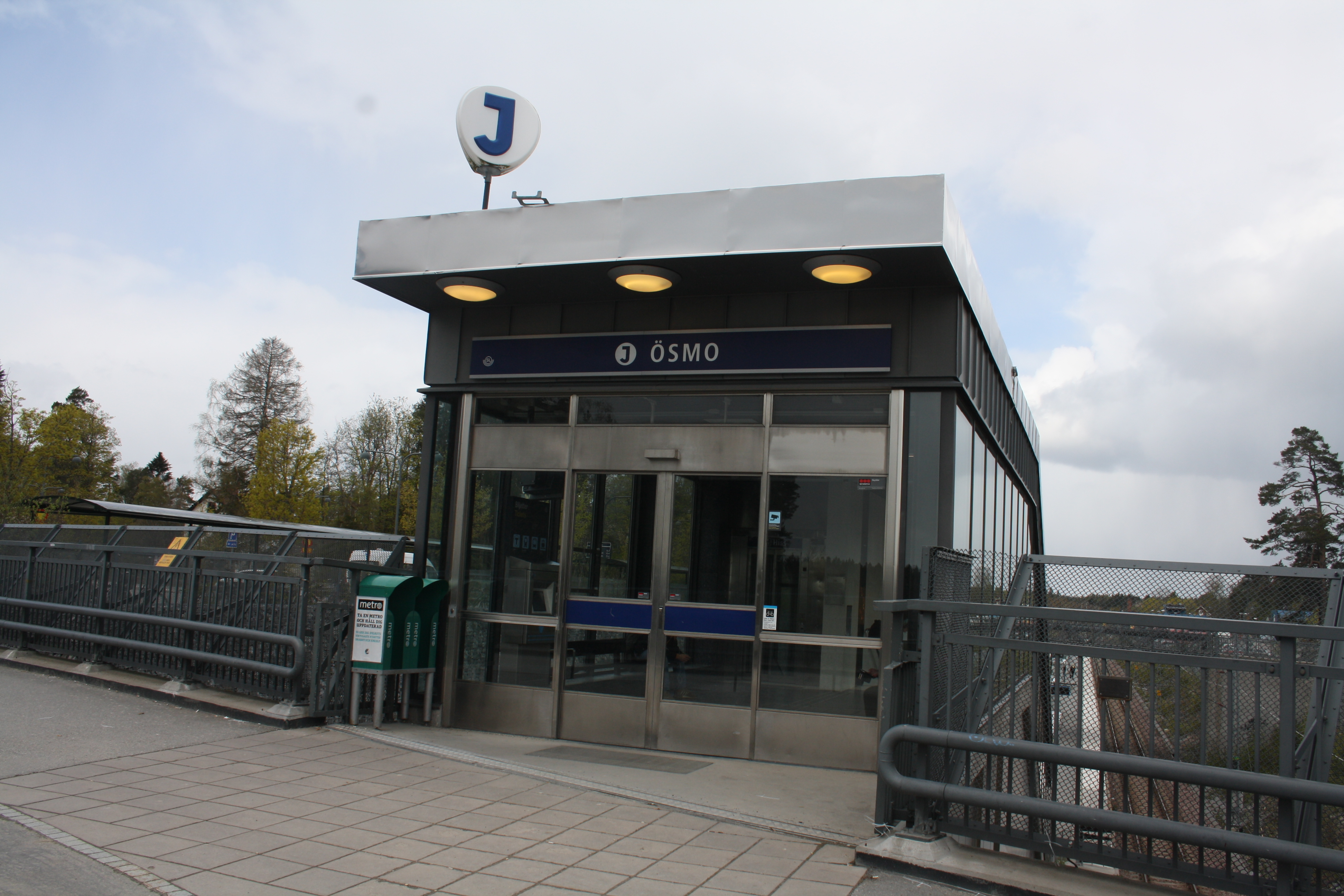
Ingång
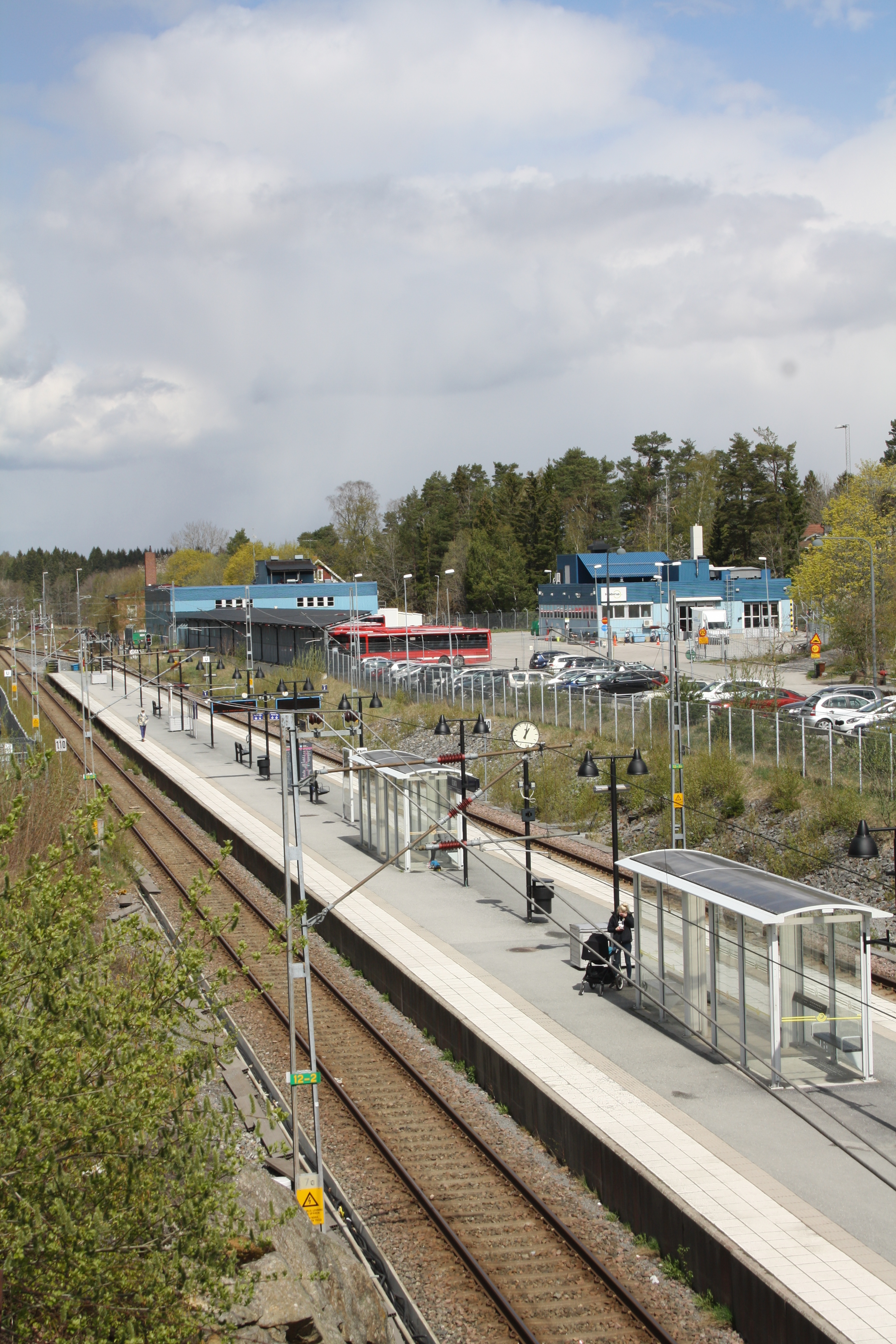
Stationen
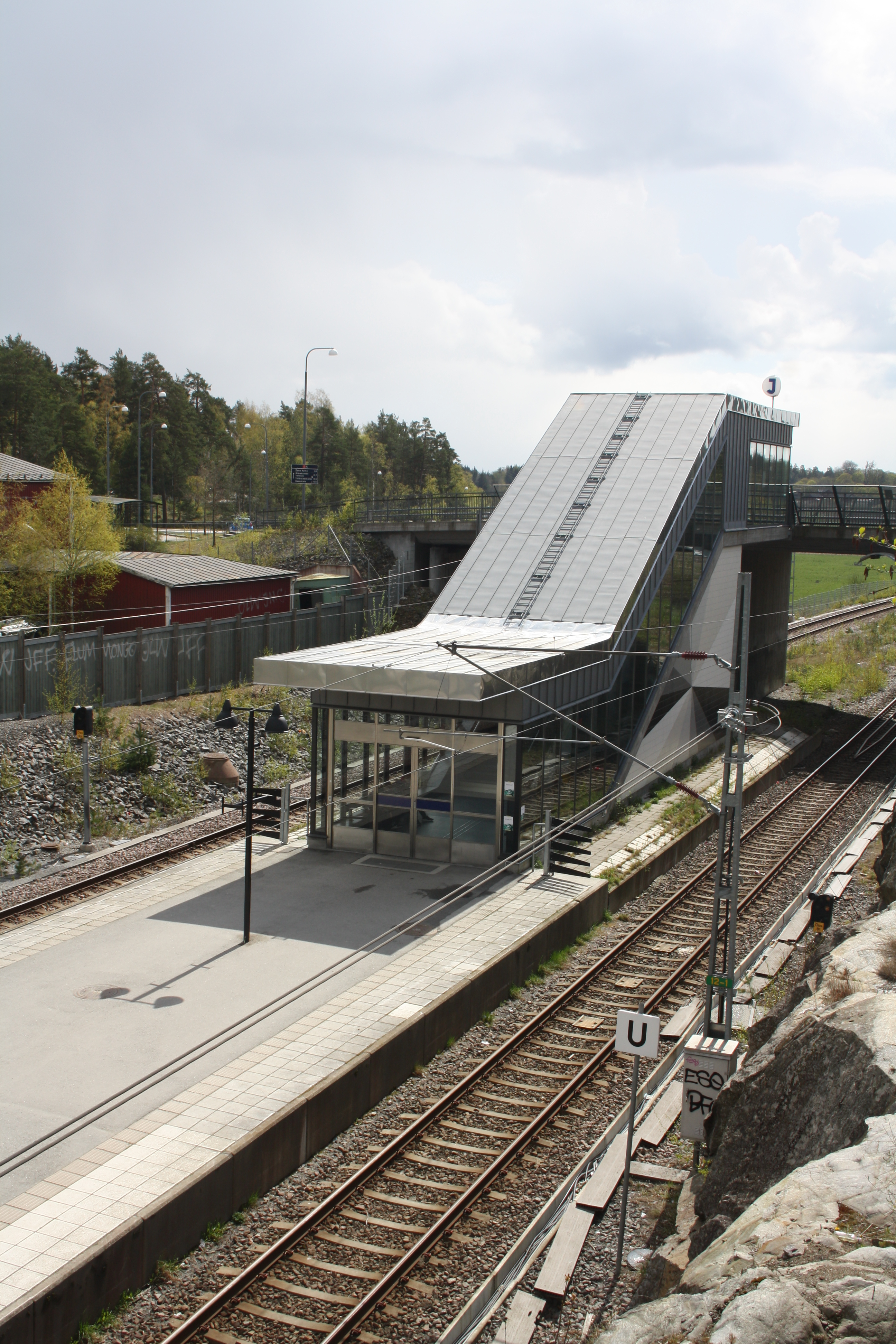
Nya stationshuset